# Monument zur Gründung der Partei der Arbeit Koreas

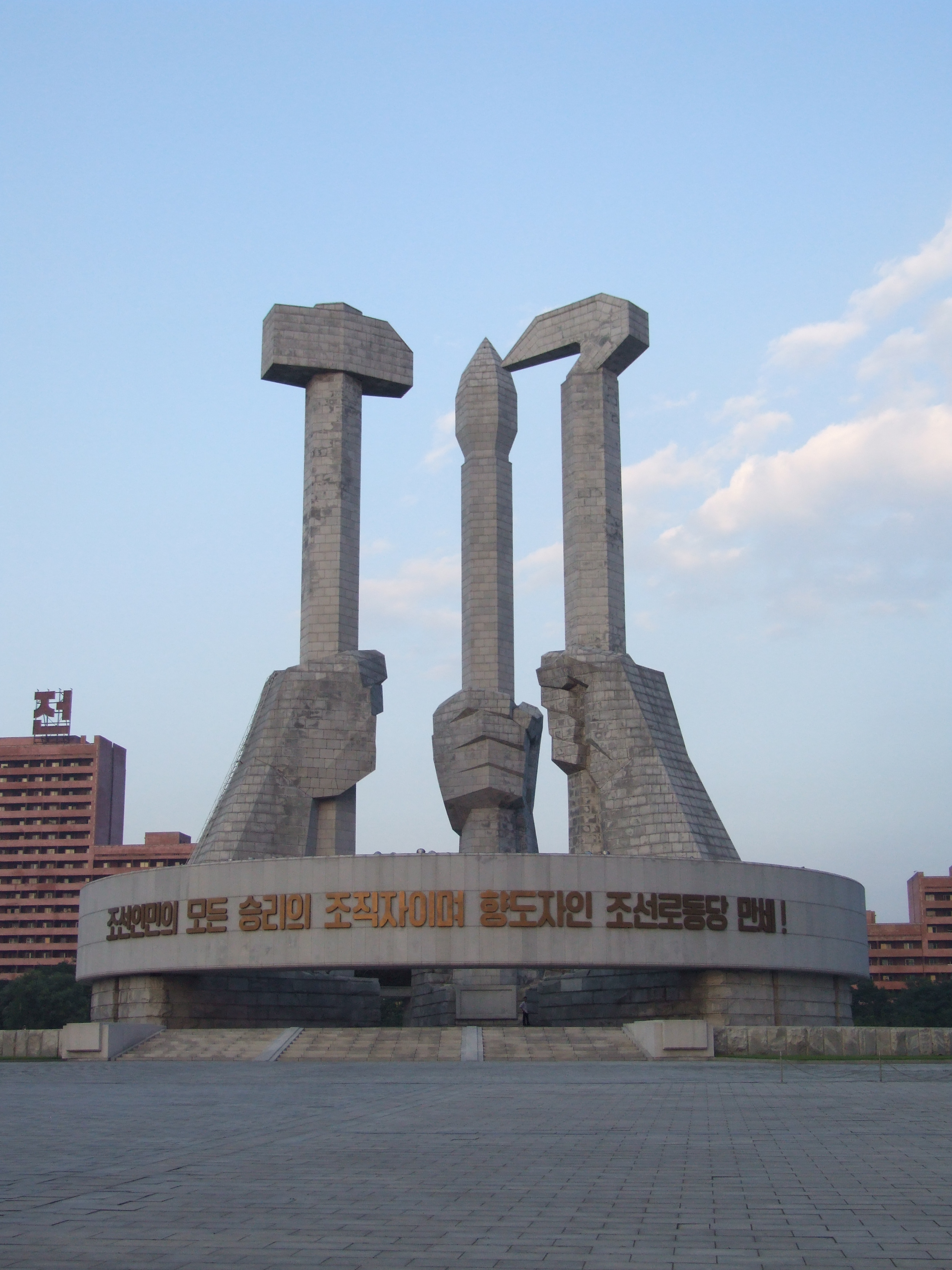
Monument zur Gründung der Partei der Arbeit Koreas in Pjöngjang

Das Monument zur Gründung der Partei der Arbeit Koreas (kor. 당창건기념탑) ist ein Denkmal in Nordkoreas Hauptstadt Pjöngjang zur Erinnerung an die Gründung der Partei der Arbeit Koreas im Jahre 1945. Das Monument an der Munsu-Straße im Stadtbezirk Taedonggang-guyŏk bildet das von dem ehemaligen Diktator Kim Il-sung entworfene Partei-Emblem nach. Es wurde ab Oktober 1995 erbaut und 1996 enthüllt.

## Aufbau
Das aus Beton errichtete Monument besteht aus einem ringförmigen Sockel, aus dem drei Hände herausstehen, die drei Werkzeuge halten, welche die drei zentralen Elemente der Partei der Arbeit Koreas darstellen. Jede Säule ist 50 Meter hoch, was den 50. Geburtstag der Partei symbolisieren soll. Der Hammer steht für die Arbeiterklasse, die Sichel für die Bauern und der Pinsel für die Intellektuellen. Die drei Symbole werden von einem Steinring umgeben, der die Einheit des nordkoreanischen Volkes darstellt, das sich geschlossen um die Partei reiht.
216 anliegende Steinblöcke und der Innendurchmesser von 42 Metern erinnern an den Geburtstag Kim Jong-ils am 16. Februar 1942. Der Ring besitzt, ebenfalls in Anlehnung an den 50. Jahrestag der Partei, einen Außendurchmesser von 50 Metern. In koreanischen Schriftzeichen steht auf dessen Vorderseite geprägt: „Lang lebe die Partei der Arbeit Koreas, die das koreanische Volk zu allen Siegen führt!“
Das Granit-Fundament des Denkmals besitzt einen Durchmesser von 70 Metern, bezugnehmend auf die Gründung des Verbandes zur Zerschlagung des Imperialismus durch Kim Il-sung, 70 Jahre vor Erbauung des Monuments, am 17. Oktober 1926. Nachts ist das Monument beleuchtet.

### Reliefs
Im Innenbereich des von dem Monument umrahmenden Rings sind drei bronzene Figurengruppen-Reliefs zur Darstellung der Parteigeschichte angebracht.
Das erste Relief geht speziell auf die historische Entwicklung der Partei ein. Dabei nimmt es unter anderem Bezug auf die Gründung des Kommunistischen Verbands zur Zerschlagung des Imperialismus, der als Grundstein für die Partei der Arbeit Koreas gilt. Es zeigt den Paektusan im Hintergrund.
Auf dem zweiten Relief stehen verschiedene Personen, darunter ein Arbeiter, ein Landwirt, ein Akademiker, ein Soldat und ein Student, geschlossen vor der Parteiflagge, zur Darstellung von Stärke und vereinten Unterstützung der Partei durch das Volk.
Das dritte Relief zeigt den Fortschritt des Nordkoreanischen Volkes unter der Fackel der Chuch’e-Ideologie und nimmt Bezug auf die Rolle der Partei beim Aufbau des Sozialismus und der angestrebten Koreanischen Wiedervereinigung. Im Hintergrund ist der Globus zu sehen, als Aufruf zum Kampf für eine staatliche Unabhängigkeit in der Welt.

## Umgebungsgestaltung
Das Denkmal befindet sich im Zentrum einer 250.000 Quadratmeter großen Gesamtanlage, die partiell als Park mit einer Springbrunnenanlage ausgestaltet und mit Eingriffeligen Weißdornen und Wacholder bepflanzt ist. Es wurde dem Großmonument Mansudae gegenübergestellt. Dieses befindet sich auf gleicher Höhe auf der anderen Uferseite des Taedong-gang. Hinter dem Denkmal wurde der Standort zweier rotfarbener und stufenförmiger Wohnblöcke so gewählt, dass diese bei Frontalblick auf das Parteigründungs-Denkmal an zwei im Hintergrund symmetrisch wehende Flaggen erinnern sollen. Vor dem Monument befindet sich ein sogenannter Bildungs-Platz, der unter anderem für Gedenkaufmärsche genutzt wird.

## Sonstiges
Das Monument ist auf der Rückseite des 50-Won-Scheines von 2002 abgebildet.